# Коресси, Иван Лукич
Иван Лукич Коресси (1848, остров Сира, Греция — 8 декабря 1906, Таганрог) — российский промышленник, крупный предприниматель.

## Биография
Родился в Греции в 1848 году. Окончательное образование получил в Швейцарии.
После женитьбы на дочери И. А. Скараманги в 1886 году переехал из Петербурга в Таганрог. Работал сначала агентом Петербургского коммерческого банка, в 1886 году был назначен председателем правления таганрогского отделения Петербургского учётно-ссудного банка.
Избирался старостой таганрогской Греческой церкви. Был председателем общества призрения неимущих (1904), членом Таганрогского благотворительного совета.
Выступил одним из основателей Таганрогского кожевенного завода, был его членом правления и директором-распорядителем.
В конце 1890-х годов за счет средств Ивана Коресси была вымощена дорога от Кладбищенского переулка до ворот городского кладбища. Таким образом Коресси решил увековечить память о своей усопшей супруге.